# Stade Municipal de Rumelange
Stade Municipal – stadion piłkarski w Rumelange, w Luksemburgu. Został otwarty 31 sierpnia 1969 roku. Może pomieścić 3010 widzów. Swoje spotkania rozgrywają na nim piłkarze klubu US Rumelange.